# Lâm Hóa
Lâm Hóa là một xã thuộc huyện Tuyên Hóa, tỉnh Quảng Bình, Việt Nam.
Xã Lâm Hóa có diện tích 100,33 km², dân số năm 2019 là 1.183 người, mật độ dân số đạt 12 người/km².